# Campionati europei di ginnastica artistica femminile 2014 - Corpo libero

## Podio
| Oro                             | Argento | Bronzo             |
| Vanessa Ferrari Larisa Iordache | -       | Giulia Steingruber |

## Qualificazione
| Pos. | Ginnasta            | Nazione       | Punteggio |
| ---- | ------------------- | ------------- | --------- |
| 1    | Larisa Iordache     | Romania       | 15,000    |
| 2    | Claudia Fragapane   | Gran Bretagna | 14,766    |
| 3    | Giulia Steingruber  | Svizzera      | 14,566    |
| 4    | Vanessa Ferrari     | Italia        | 14,533    |
| 5    | Diana Laura Bulimar | Romania       | 14,366    |
| 6    | Marta Pihan-Kulesza | Polonia       | 14,300    |
| 7    | Alla Sosnickaja     | Russia        | 14,1300   |
| 8    | Roxana Popa         | Spagna        | 14,000    |

## Risultati
| Pos. | Ginnasta            | Naz.                   | Punteggio |
| ---- | ------------------- | ---------------------- | --------- |
| 1    | Vanessa Ferrari     | Italia (bandiera)      | 14,800    |
| 1    | Larisa Iordache     | Romania (bandiera)     | 14,800    |
| 3    | Giulia Steingruber  | Svizzera (bandiera)    | 14,500    |
| 4    | Diana Bulimar       | Romania (bandiera)     | 14,400    |
| 4    | Marta Pihan-Kulesza | Polonia (bandiera)     | 14,400    |
| 6    | Alla Sosnickaja     | Russia (bandiera)      | 14,266    |
| 7    | Roxana Popa         | Spagna (bandiera)      | 14,191    |
| 8    | Claudia Fragapane   | Regno Unito (bandiera) | 14,133    |